# Good Fortune – Ein ganz spezieller Schutzengel
Good Fortune – Ein ganz spezieller Schutzengel ist eine Actionkomödie von Aziz Ansari. Der Film mit ihm in einer der Hauptrollen, Keanu Reeves als titelgebender Engel und Blanca Araceli, Joe Mande, Aditya Geddada, Alexander Jo, Seth Rogen und Keke Palmer in weiteren Rollen ist Ansaris Regiedebüt bei einem Spielfilm und soll im September 2025 beim Toronto International Film Festival seine Premiere feiern und Mitte Oktober 2025 in die US-amerikanischen und deutschen Kinos kommen.

## Handlung
Ein gutmütiger, aber ungeschickter Engel namens Gabriel taucht plötzlich im Leben zweier grundverschiedener Männer auf. Der eine ist der gestresste Projektarbeiter Arj, der in der Gig-Economy tätig ist, der andere der wohlhabende Investor Jeff, der sein Arbeitgeber ist. Gabriel versucht, beiden zu helfen und stellt dabei ihre Welt auf den Kopf, indem er ihre Lebensstile tauscht. Arj führt nun Jeffs verschwenderisches Leben.
Gabriel muss jedoch noch einiges dazulernen, denn anders als erhofft, erkennt Arj nicht, dass Geld nicht automatisch Glück bedeutet, sondern fühlt sich mit Jeffs luxuriösem Lebensstil ziemlich wohl. Gabriel wird für sein Versagen bestraft und verliert seine Flügel.

## Produktion

### Filmstab und Besetzung

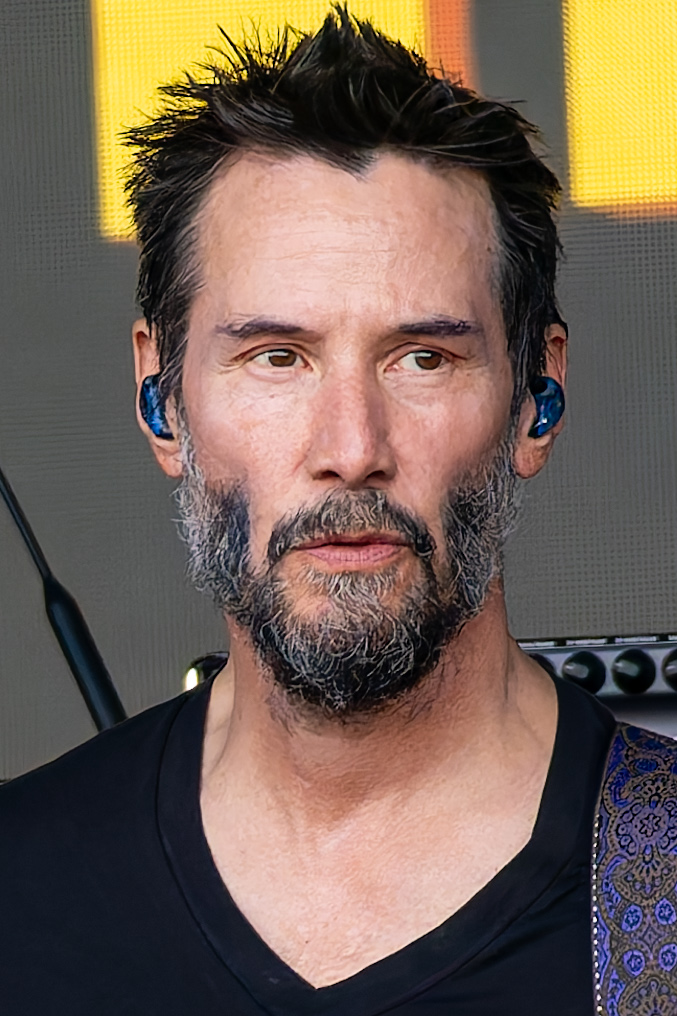
Keanu Reeves spielt den Engel Gabriel

Regie führte Aziz Ansari, der auch das Drehbuch schrieb. Es handelt sich bei Good Fortune um das Regiedebüt bei einem Spielfilm des für Fernsehserien wie Parks and Recreation und Master of None bekannten Schauspielers und Comediennes.
Keanu Reeves, bekannt aus Filmen wie Speed und den Filmreihen Matrix und John Wick, spielt den Engel Gabriel. In dem Film Constantine, in dem Reeves in der Titelrolle John Constantine spielte, war der Name des von Tilda Swinton gespielten Engels ebenfalls Gabriel. Regisseur Ansari spielt den Gig-Worker Arj und Seth Rogen dessen wohlhabenden Arbeitgeber Jeff, mit dem er seinen Lebensstil tauscht.

### Dreharbeiten und Filmmusik
Die Dreharbeiten des Films begannen im Mai 2023, verzögerten sich jedoch aufgrund des Streiks der Drehbuchautoren und der Schauspielergewerkschaft SAG-AFTRA und wurden erst Ende Januar 2024 wieder aufgenommen. Zwei Wochen später kam es bei diesen zu einem Zwischenfall, bei dem sich Reeves verletzte und die Kniescheibe brach. Als Kameramann fungierte Adam Newport-Berra, der zuletzt für Fernsehserien wie The Bear: King of the Kitchen und Filme wie The Last Black Man in San Francisco und Blink Twice tätig war, ebenso für eine Vielzahl von Musikvideos.
Die Filmmusik komponierte Carter Burwell, der für seine Arbeiten für die Filme Carol, Three Billboards Outside Ebbing, Missouri und The Banshees of Inisherin jeweils eine Oscar-Nominierung erhielt.

### Marketing und Veröffentlichung
Ende Mai 2025 wurde der erste Trailer vorgestellt. Die Premiere des Films ist am 7. September 2025 beim Toronto International Film Festival geplant. Am 16. Oktober 2025 soll er in die deutschen und am darauffolgenden Tag in die US-amerikanischen Kinos kommen.